# 35621 Lorius
35621 Lorius è un asteroide della fascia principale. Scoperto nel 1998, presenta un'orbita caratterizzata da un semiasse maggiore pari a 2,9918741 au e da un'eccentricità di 0,0783310, inclinata di 13,39374° rispetto all'eclittica.